# Farga (Maïné-Soroa)
Farga (auch: Fargoua) ist ein Dorf in der Stadtgemeinde Maïné-Soroa in Niger.

## Geographie
Das von einem traditionellen Ortsvorsteher (chef traditionnel) geleitete Dorf liegt rund 47 Kilometer nordwestlich des urbanen Zentrums von Maïné-Soroa, das zum gleichnamigen Departement Maïné-Soroa in der Region Diffa gehört. Zu den Siedlungen in der näheren Umgebung von Farga zählen Goudéram im Nordwesten und Kilakam im Südwesten. Das Dorf befindet sich in der Zone der fruchtbaren Mulden von Maïné-Soroa.

## Bevölkerung
Bei der Volkszählung 2012 hatte Farga 532 Einwohner, die in 75 Haushalten lebten. Bei der Volkszählung 2001 betrug die Einwohnerzahl 532 in 92 Haushalten und bei der Volkszählung 1988 belief sich die Einwohnerzahl auf 39 in 8 Haushalten.

## Wirtschaft und Infrastruktur
In Farga wird ein Wochenmarkt abgehalten. Der Markttag ist Freitag. Es gibt eine Schule im Dorf. Das nigrische Unterrichtsministerium richtete 1996 gemeinsam mit dem Welternährungsprogramm der Vereinten Nationen zahlreiche Schulkantinen in von Ernährungsunsicherheit betroffenen Zonen ein, darunter eine für Kinder transhumanter Hirten in Farga.